# V6 (zespół muzyczny)
V6 – popularny japoński zespół muzyczny. Zadebiutował 1 listopada 1995 roku singlem MUSIC FOR THE PEOPLE. „V” w nazwie zespołu pochodzi prawdopodobnie od słowa „zwycięstwo” (ang. victory), a szóstka – od liczby członków grupy.
Jako że wśród muzyków występuje duża różnica wieku (10 lat pomiędzy najstarszym a najmłodszym), podzielili się na 20. wiek oraz Nowy wiek, po trzech.
Grupa znana jest również z ról w filmach autorstwa Sabu.

## Skład zespołu
20. wiek
- Masayuki Sakamoto (ur. 24 lipca 1971, Tokio, Japonia)
- Hiroshi Nagano (ur. 9 października 1972, Yamato, Kanagawa, Japonia)
- Yoshihiko Inohara (ur. 17 maja 1976, Tokio, Japonia)

Nowy wiek
- Go Morita (ur. 20 lutego 1979, Kasukabe, Japonia)
- Ken Miyake (ur. 2 lipca 1979, Takamatsu, Japonia)
- Junichi Okada (ur. 18 listopada 1980, Hirakata, Japonia)